# تيري هيمنغز
تيري هيمنغز هو سياسي أسترالي، ولد في 21 سبتمبر 1936. نشط حزبياً في حزب العمال الأسترالي (فرع جنوب أستراليا) ‏.

## مناصب
- انتخب وزير شؤون السكان الأصليين ‏ (20 أبريل 1989 – 14 ديسمبر 1989).
- انتخب Commissioner of Public Works (South Australia) [الإنجليزية]‏ (19 فبراير 1984 – 14 ديسمبر 1989).
- انتخب Minister for Local Government ‏ (10 نوفمبر 1982 – 10 فبراير 1984).
- انتخب وزير الإسكان ‏ (10 نوفمبر 1982 – 10 فبراير 1984).
- انتخب عضو المجلس النيابي لجنوب أستراليا ‏ عن دائرة Electoral district of Napier [الإنجليزية]‏ وقد انضم خلال فترته النيابية (17 سبتمبر 1977 – 10 ديسمبر 1993) للكتلة البرلمانية حزب العمال الأسترالي (فرع جنوب أستراليا) [الإنجليزية]‏.